# Scarpa d'oro 2019
La Scarpa d'oro 2019 è il riconoscimento calcistico conferito al giocatore che, durante la stagione calcistica europea, ha ottenuto il miglior punteggio calcolato moltiplicando il numero di reti messe a segno in partite di campionato per il coefficiente di difficoltà del campionato stesso.
Il premio è stato vinto da Lionel Messi con i 36 gol segnati nella Primera División, corrispondenti a 72 punti. Per l'argentino si tratta del sesto successo (record assoluto), dopo quelli avuti nel 2010, nel 2012, nel 2013, nel 2017 e nel 2018.

## Classifica finale
Questa la classifica relativa alle prime posizioni della competizione:
| Pos | Nome                      | Campionato       | Squadra             | Gol | C-UEFA | Punti |
| --- | ------------------------- | ---------------- | ------------------- | --- | ------ | ----- |
| 1   | Lionel Messi              | Primera División | Barcellona          | 36  | x2     | 72    |
| 2   | Kylian Mbappé             | Ligue 1          | Paris Saint-Germain | 33  | x2     | 66    |
| 3   | Fabio Quagliarella        | Serie A          | Sampdoria           | 26  | x2     | 52    |
| 4   | Duván Zapata              | Serie A          | Atalanta            | 23  | x2     | 46    |
| 5   | Mbaye Diagne              | Süper Lig        | Galatasaray         | 30  | x1,5   | 45    |
| 6   | Robert Lewandowski        | Bundesliga       | Bayern Monaco       | 22  | x2     | 44    |
| 6   | Mohamed Salah             | Premier League   | Liverpool           | 22  | x2     | 44    |
| 6   | Sadio Mané                | Premier League   | Liverpool           | 22  | x2     | 44    |
| 6   | Pierre-Emerick Aubameyang | Premier League   | Arsenal             | 22  | x2     | 44    |
| 6   | Nicolas Pépé              | Ligue 1          | Lilla               | 22  | x2     | 44    |
| 6   | Krzysztof Piątek          | Serie A          | Genoa e Milan       | 22  | x2     | 44    |